# Acalolepta proxima
Acalolepta proxima är en skalbaggsart som först beskrevs av Stefan von Breuning 1935.  Acalolepta proxima ingår i släktet Acalolepta och familjen långhorningar. Inga underarter finns listade i Catalogue of Life.